# Меднянское
Медня́нское или Ме́дно (бел. Мядня́нскае возера) — озеро в Брестском районе Брестской области Белоруссии. Располагается в 22 км к югу от Бреста возле деревни Медно. Входит в состав Брестской группы озёр.
Озеро находится в бассейне Западного Буга. Площадь поверхности составляет 0,24 км². Наибольшая глубина — 5,5 м. Длина озера — 0,7 км. Максимальная ширина — 0,5 км. Длина береговой линии составляет 1,8 км, а площадь водосбора — 1,75 км². Объём воды в озере — 0,46 млн м³.
Берега высокие, песчаные, местами поросшие кустарником. Мелководье озера песчаное, ниже глубины 2 м дно выстлано сапропелем. Растительность распространяется до глубины 3—3,5 метров.
Из Меднянского озера вытекает река Спановка. Озеро связано каналом со Страдеским озером. В озере обитают щука, лещ, линь, окунь, плотва, краснопёрка и другая рыба.